# Das weite Land
Das weite Land ist eine Tragikomödie in fünf Akten von Arthur Schnitzler. Die Uraufführung fand am 2. November 1910 am Novyj dramatičeskij teatr in Sankt Petersburg statt. Auf Deutsch wurde es erst ein Jahr später, am 14. Oktober 1911, zugleich an mehreren Bühnen gegeben: Lessingtheater (Berlin), Lobe-Theater, Breslau, Residenztheater München, Deutsches Landestheater Prag, Altes Stadttheater Leipzig, Schauburg Hannover, Stadttheater Bochum und am Burgtheater in Wien. Der Text erschien zeitnah zu den deutschen Premieren bei S. Fischer in Berlin.
Der Wiener Glühbirnenfabrikant Friedrich Hofreiter bricht mehrfach die Ehe, kann zwar die darauf folgende Untreue seiner Gattin Genia verzeihen, nicht jedoch die bei einem Duell aus den Augen des Liebhabers sprechende jugendliche Entschlossenheit.

## Titel
Die Ehemänner in dem Stück stehen ratlos vor einem Phänomen. Sie betrügen ihre Frauen und werden betrogen. Auf die Frage nach dem Warum fällt ihnen als Antwort nur ein, der Mensch sei ein „kompliziertes Subjekt“ und seine Seele „ein weites Land“.

## Inhalt
Friedrich Hofreiter hat eine Affäre mit Adele, der Gattin seines Bankiers Natter, hinter sich. Dieser verbreitet das Gerücht, der weltberühmte russische Pianist Korsakow habe sich aus unglücklicher Liebe zu Hofreiters Frau Genia umgebracht.
Adele Natter hält Hofreiter vor, dass er mit dem 20-jährigen Fräulein Erna Wahl in geradezu unverschämter Weise flirte. Dr. Franz Mauer, den Hofreiter seinen einzigen Freund nennt, macht Erna einen Antrag, bekommt aber nicht die erhoffte Zusage. Genia versteht nicht, warum ihr Mann unerwartet mit Freunden zu einer längeren Bergtour aufbrechen will. Von Hofreiter erhält sie zur Antwort, er halte es neben einer Frau nicht aus, deren Tugend Korsakow in den Tod getrieben habe. Zuvor hatte Genia ihrem Gatten einen Brief Korsakows vorgewiesen, aus dem ihre eheliche Treue hervorging.
Hofreiter beginnt mit Erna in den Dolomiten ein Verhältnis und macht ihr darauf einen Heiratsantrag. Erna ist zwar seit ihrer Kindheit in den Fabrikanten verliebt, will aber noch ledig bleiben. Otto von Aigner, Fähnrich in der Marine, und Genia Hofreiter gestehen einander ihre Liebe. Hofreiter vermutet, Bankier Natter habe das Gerücht, nach dem Korsakow einem amerikanischen Duell zum Opfer gefallen sei, aus Rachsucht in die Welt gesetzt. Zunächst atmet er auf, als seine Frau mit dem Fähnrich Otto die Ehe gebrochen hat.
Der Bankier Natter eröffnet Hofreiter, er liebe seine Frau Adele immer noch und habe in der Tat das Gerücht von dem Duell verbreitet. Dass die Geschichte mit dem Duell nicht wahr sei, könne Hofreiter nicht beweisen. Er mag sich nicht mit Hofreiter duellieren. Genia will sich ihrem Mann offenbaren, erfährt aber zu ihrem Schrecken, dass dieser schon Bescheid weiß. Hofreiter fordert Fähnrich Otto zum Duell. Genia teilt Erna in einem Vieraugengespräch mit, dass sie von dem Abenteuer in den Dolomiten weiß. Die Mutter des Fähnrichs, ebenfalls in einem Gespräch unter vier Augen mit Genia, bringt Verständnis für die Liebesbeziehung ihres Sohnes auf.
Hofreiter tötet den Fähnrich im Duell, trifft danach zu Hause auf die beiden Frauen und verschweigt der Mutter des Toten seine Tat. Er will sich aber den Behörden stellen und gibt Erna den Laufpass.

## Vorlagen

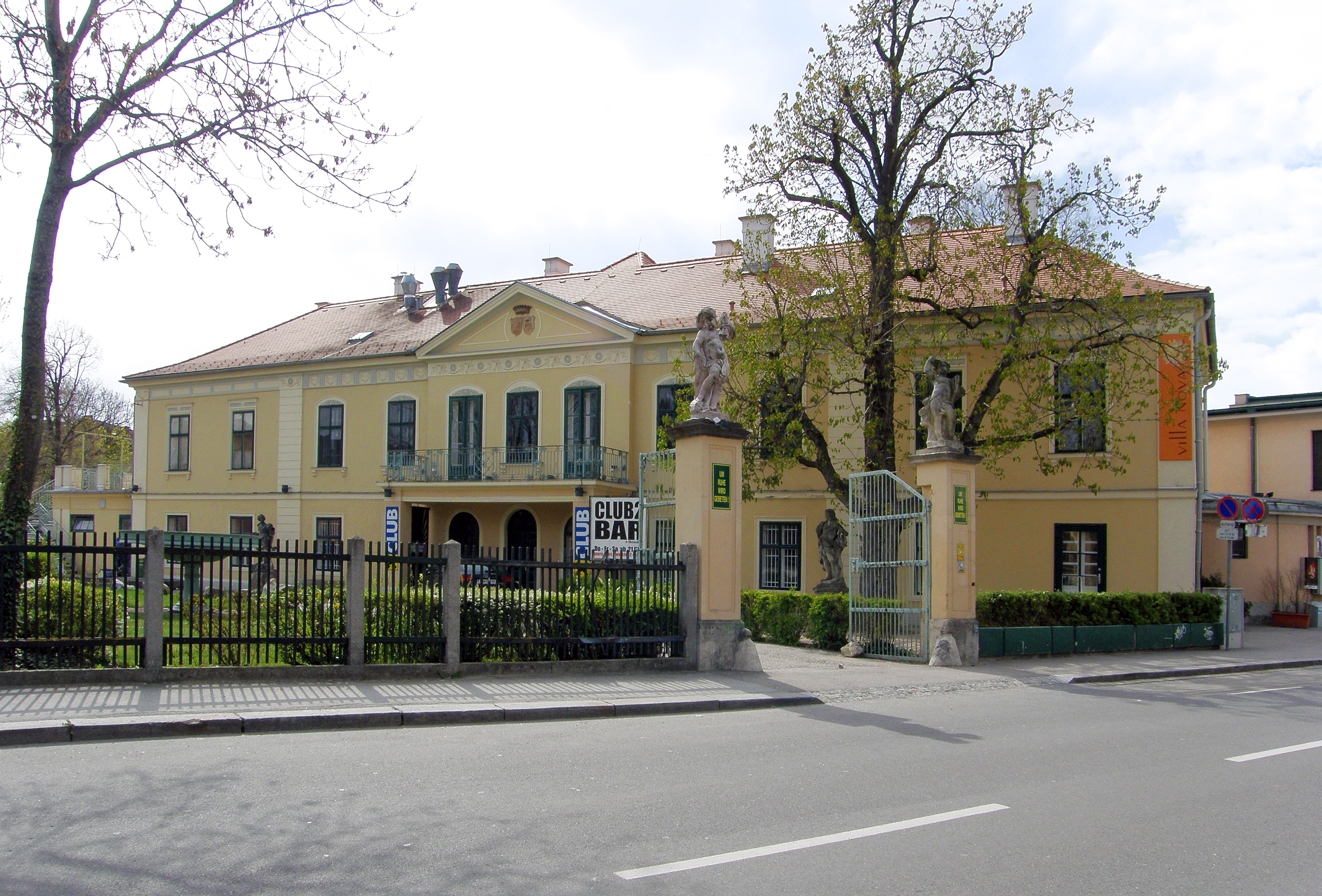
Baden, Villa Aichelburg

Friedrich Eckstein und seine Frau Bertha Helene Diener (1874–1948) führten im St.-Genois-Schlössl in Baden bei Wien einen Salon, in dem Peter Altenberg, Arthur Schnitzler, Karl Kraus und Adolf Loos verkehrten. Schnitzler verwendete für sein Drama Das weite Land die Ecksteinvilla in Baden und den 1899 geborenen Sohn Percy Eckstein als Vorlage. Im Tagebuch nennt Schnitzler Theodor Christomannos als Vorlage für den Hotelier und Bergsteiger „Dr. von Aigner“ (31. Jänner 1911). Eckstein tritt im 3. Akt als „Gustl Wahl“ auf, mit dem man sich über Buddhismus unterhält. Diese ›Entschlüsselung‹ findet sich auch in einem Brief Richard Beer-Hofmanns an Schnitzler.

## Form

Otto Niedermoser: Entwurf für das Bühnenbild der Inszenierung am Theater in der Josefstadt, 1931

Schnitzler stellt zwar Hofreiter als den Bösewicht im Stück hin, doch der Protagonist zeigt immerhin Schuldbewusstsein, wovon auch der Schluss zeugt. Erna will Hofreiter bedingungslos folgen. Aber er gehöre „niemandem auf der Welt… Will auch nicht“. Als der Sohn Percy aus England kommt, wird Hofreiter schmerzlich bewusst, was er verloren hat.
Schnitzler hat die Geschehnisse mit Geschick auf die Bühne gestellt. Als Mittel verwendet er Gerüchte, den Botenbericht und kleinere und größere zeitliche Lücken zwischen den Akten. Letztere Technik regt den Zuschauer zum Nachdenken über die Vorgänge hinter den Kulissen an. Überhaupt erweist sich Schnitzler im Weiten Land als Meister der indirekten Aussage. Wenig Bestimmtes kommt zur Sprache und doch wird dem Zuschauer alles klar, obwohl er zeitweise auf falsche Fährten gelockt wird.

## Zitate
- „Es gibt Herzen, in denen nichts verjährt.“[11]
- „Es gibt vielleicht wirklich nur ein schweres [Wort] auf der Welt – und das heißt Lüge.“[12]

## Besetzung der Wiener Erstaufführung
Laut Theaterzettel:
- Arnold Korff (1870–1944); Friedrich Hofreiter
- Lili Marberg (1876–1962); Hofreiters Ehefrau, Genia
- Hedwig Bleibtreu (1868–1958); Anna Meinhold-Aigner, Schauspielerin
- Alfred Gerasch (1877–1955); Otto, Sohn von Anna Meinhold-Aigner, Marine-Fähnrich
- Max Devrient (1857–1929); Dr. von Aigner, geschiedener Ehemann von Anna Meinhold
- Babette Devrient-Reinhold (1863–1940); Frau Wahl
- Eugen Frank, eigentlich Eugen Krauspe (1876–1942); Gustav, Sohn von Frau Wahl
- Mizzi (Marie) Hofteufel (1884–?); Erna, Tochter von Frau Wahl
- Albert Heine (1867–1949); Natter, Bankier
- Gisela Wilke (1882–1958); Adele, Natters Ehefrau
- Max Paulsen (1876–1956); Dr. Franz Mauer, Arzt
- Georg Muratori (1875–1921); Demeter Stanzides, Oberleutnant
- Franz Höbling (1886–1965); Paul Kreindl
- Otto Tressler, eigentlich Otto Mayer (1871–1965); Albertus Rhon, Schriftsteller
- Camilla Gerzhofer (1888–1961); Marie, Rhons Ehefrau
- Carl von Zeska (1862–1938); Serknitz
- Josef Moser (1864–1936); Doktor Meyer
- Armin Seydelmann (1872–1946); Erster Tourist
- Alexander Elmhorst, eigentlich Alexander Epstein (1867–1924); Zweiter Tourist
- Hugo Thimig (1854–1944); Rosenstock, Portier im Hotel am Völser Weiher [Anm. 1]
- Robert von Balajthy (1855–1924); Penn, Führer
- Marie Kasznica (um 1870–?); eine Engländerin
- Rosa Moncza (?–?); Stubenmädchen bei Hofreiter

## Selbstzeugnisse im Tagebuch
- 31. Mai 1909: „Exposition matt, noch manches schnarrende im Dialog ― als ganzes mein bestgebautes Stück, eine glänzende und so gut wie neue Hauptgestalt, inhaltlich viel zukunftweisendes; in Nebendingen manches conventionell und billig.―“[14]
- 26. April 1910: „Finde das Stück gut ― ja möglicherweise zu gut für einen Theatererfolg.“[15]
- 14. Oktober 1911 anlässlich der Wiener Premiere: „Ins Theater. Loge mit O[lga]., Julius Helene. Nach 1. Akt Reimers, vom 2. an ich [hervorgerufen]. Im ganzen 24mal. 1. Akt zuwartend, 2. mäßig, eher gut, 3. fast etwas steigend, 4. schlug mächtig ein, 5. wirkte tief.―“[16]
- 14. Juni 1915: „Das Stück eins der sehr wenigen zu dem ich mich bedingungslos bekenne. Dieses wird bleiben ― ja man könnte fast sagen: es wird erst kommen. Empfind ich bei so vielem von mir, dass ich etwas weniger bin, als das was ich selbst einen „Künstler“ nenne;― hier bin ich ― etwas mehr.“[17]

## Rezeption
- Brahm nennt am 21. Juni 1910 in einem Brief an Schnitzler das Stück „durchaus neuartig im Stil“, den er „als pointillistisch“ bezeichnet.[18]
- Brandes am 19. Oktober 1911: „in der hier vorgeführten, sehr reichen und schillernden Welt, ist aber jedes Vertrauen unmöglich; alle arbeiten sich von ihren Neigungen und Bänden los.“[19]
- Polgar bezeichnet das Stück als ein „wohlorganisiertes Konzert der Würmer im Holz“.[20] Grossmann und Kraus[21] warfen Schnitzler Nähe zum Pariser Boulevardtheater vor.
- 29. Oktober bis 17. November 1911: Schnitzler begibt sich an Aufführungsorte seines Stückes; wird in Prag, Berlin, Hamburg und München gefeiert.[22]
- Nach Sabler hat Schnitzler die Grenze des Darstellbaren hinausgeschoben: Die außereheliche Beziehung wird in Form von Konversation auf die Bühne gestellt.[23]
- Der Protagonist vom neuen Typus ist in dem Stück bezeichnenderweise ein Glühbirnenfabrikant. Das Faszinosum an diesem Hofreiter sei nicht seine Persönlichkeit, sondern die Courage, mit der er das Althergebrachte beseitigt.[24]
- Das Ehepaar Hofreiter stecke in einer Midlife Crisis.[25]
- Furtmüller hat das Stück psychoanalytisch zergliedert.[26]
- Pankau nennt weiter führende Stellen zum Studium des Stücks (Christian Benne, Alfred Doppler, Konstanze Fliedl, Heike Söhnlein, Reinhard Urbach und Heiner Willenberg).[27] Arnold gibt noch die Arbeit von Patricia Howe (New York 1990) an.[28] Zudem weist Perlmann[29] auf Arbeiten von Sol Liptzin (1931), Anna Stroka (1971), Kilian (1972), Offermanns (1973), Rena Schlein (1973), Martin Swales (1977), Cäcilie Madl (1979) und Kurt Bergel (1986) hin.

## Inszenierungen (Auswahl)
- 2002 Salzburger Festspiele, Regie: Andrea Breth[30]
- 2009 Hessisches Staatstheater Wiesbaden, Regie: Hermann Schmidt-Rahmer[31]
- 2010 Theater in der Josefstadt, Regie: Josef E. Köpplinger[32]
- 2011 Residenztheater München, Regie: Martin Kušej[33]
- 2011 Burgtheater Wien, Regie: Alvis Hermanis[34]
- 2014 Festspiele Reichenau, Regie: Hermann Beil
- 2014 Deutsches Theater Berlin, Regie: Jette Steckel
- 2022 Ruhrtriennale Bochum, Regie: Barbara Frey[35]

## Verfilmungen
Eintrag 39 in: Verfilmungen (Memento vom 5. April 2010 im Internet Archive)
- Das weite Land (Das Leben beginnt morgen)[Anm. 2][36].[37] Regie: Peter Beauvais. ORF, ZDF 1970.[Anm. 3] Mit Ruth Leuwerik, O. W. Fischer, Walter Reyer, Sabine Sinjen, Michael Heltau, Helmut Qualtinger und André Heller.
- Das weite Land (The Distant Land, Unknown Country, Terre étrangère). Regie: Luc Bondy. WDR, ORF, Antenne 2, Rai anno 1987. Mit Michel Piccoli, Bulle Ogier, Wolfgang Hübsch, Barbara Rebeschini, Gabriel Barylli, Paulus Manker, Jutta Lampe, Alain Cuny, Dominique Blanc und Milena Vukotic.

## Hörspiele
Eintrag 90 bis 93 in: Hörspiele (Memento vom 5. Dezember 2008 im Internet Archive)
- Das weite Land. Erstsendung am 3. Oktober 1947. Regie: Hans Nüchtern. ORF-Studio Wien.
- Das weite Land. Erstsendung am 21. Januar 1956. Regie: Julius Filip. ORF-Studio Wien.
- Das weite Land. Erstsendung am 27. September 1974. Regie: Hans Krendlesberger. ORF-Studio Wien. Mit Walther Reyer als Friedrich Hofreiter, Aglaja Schmid als Genia, Peter Fröhlich als Otto von Aigner, Kitty Speiser als Erna Wahl, Rudolf Wessely als Bankier Natter, Ulli Fessl als Adele und Erich Auer als Dr. Franz Mauer.
- Das weite Land. Erstsendung am 28. September 1986. Regie: Klaus Gmeiner. ORF, DRS, WDR, SFB. Mit Helmut Lohner als Friedrich Hofreiter, Christine Ostermayer als Genia, Gabriel Barylli als Otto Aigner, Andrea Wildner als Erna Wahl, Karl Walter Diess als Bankier Natter und Wolfgang Hübsch als Dr. Franz Mauer.

### Erstausgabe
- Arthur Schnitzler: Das weite Land. Tragikomödie in fünf Akten. Erste Auflage. S. Fischer, Berlin 1911, online.

### Ausgaben
- Arthur Schnitzler: Das weite Land. Tragikomödie in fünf Akten S. 7 bis 124 in Heinz Ludwig Arnold (Hrsg.): Arthur Schnitzler: Komödie der Verführung. Zeitstücke 1909 - 1924. Mit einem Nachwort von Hermann Korte. S. Fischer, Frankfurt am Main 1961 (Ausgabe 2000, im Text als „Quelle“ zitiert). 553 Seiten, ISBN 3-10-073559-5. (Quelle)
- Arthur Schnitzler: Das weite Land. Tragikomödie in fünf Akten. Hrsg. Reinhard Urbach. Reclams Universal-Bibliothek, Band 18161, ZDB-ID 134899-1. Reclam, Stuttgart (u. a.) 2012, ISBN 978-3-15-018161-4.

### Sekundärliteratur
- Hartmut Scheible: Arthur Schnitzler. rowohlts monographien. Rowohlt Taschenbuch Verlag, Reinbek bei Hamburg Februar 1976 (Aufl. Dezember 1990). 160 Seiten, ISBN 3-499-50235-6
- Therese Nickl (Hrsg.), Heinrich Schnitzler (Hrsg.): Arthur Schnitzler. Jugend in Wien. Eine Autobiographie. Mit einem Nachwort von Friedrich Torberg. Fischer Taschenbuch. Frankfurt am Main 2006, ISBN 978-3-596-16852-1. (© Verlag Fritz Molden, Wien 1968).
- Michaela L. Perlmann: Arthur Schnitzler. Sammlung Metzler, Band 239, ISSN 0558-3667. Metzler, Stuttgart (u. a.) 1987, ISBN 3-476-10239-4.
- Wolfgang Sabler: Moderne und Boulevardtheater. Bemerkung zur Wirkung und zum dramatischen Werk Arthur Schnitzlers. S. 89–101 in: Heinz Ludwig Arnold (Hrsg.): Arthur Schnitzler. Verlag edition text + kritik, Zeitschrift für Literatur, Heft 138/139, April 1998, 174 Seiten, ISBN 3-88377-577-0
- Heinz Ludwig Arnold (Hrsg.): Arthur Schnitzler. Verlag edition text + kritik, Zeitschrift für Literatur, Heft 138/139, April 1998, 174 Seiten, ISBN 3-88377-577-0
- Giuseppe Farese: Arthur Schnitzler. Ein Leben in Wien. 1862 - 1931. Aus dem Italienischen von Karin Krieger. C. H. Beck München 1999. 360 Seiten, ISBN 3-406-45292-2. Original: Arthur Schnitzler. Una vita a Vienna. 1862 - 1931. Mondadori Mailand 1997
- Peter Sprengel: Geschichte der deutschsprachigen Literatur 1900 - 1918. München 2004. 924 Seiten, ISBN 3-406-52178-9
- Gero von Wilpert: Lexikon der Weltliteratur. Deutsche Autoren A – Z. S. 555, 2. Spalte, 14. Z.v.u. Stuttgart 2004. 698 Seiten, ISBN 3-520-83704-8
- Johannes G. Pankau: Das weite Land. Das Natürliche als Chaos. S. 134–147 in Hee-Ju Kim und Günter Saße (Hrsg.): Interpretationen. Arthur Schnitzler. Dramen und Erzählungen. Reclams Universal-Bibliothek Nr. 17352. Stuttgart 2007. 270 Seiten, ISBN 978-3-15-017532-3
- Jacques Le Rider: Arthur Schnitzler oder Die Wiener Belle Époque. Aus dem Französischen von Christian Winterhalter. Passagen Verlag Wien 2007. 242 Seiten, ISBN 978-3-85165-767-8
- Reinhard Urbach: Arthur Schnitzler. Das weite Land. Genia. Lesarten und Sichtweisen. Anmerkungen zu einer spekulativen Dramaturgie. In: Überschreitungen. Dialoge zwischen Literatur- und Theaterwissenschaft, Architektur und Bildender Kunst. Festschrift für Leonhard M. Fiedler zum 60. Geburtstag. Hg. Jörg Sader und Anette Wörner. Würzburg: Königshausen und Neumann 2002, S. 127–137.